# 94-я пехотная дивизия (США)
94-я пехотная дивизия (англ. 94th Infantry Division) — дивизия Армии США. Прозвище — «Пилигримы».

## Формирование и боевой путь
Сформирована 15 сентября 1942 года в Форт-Кастер, Мичиган. С августа 1944 года участвовала в боевых действиях на Западном фронте во Франции. Состав: 301, 302, 376-й пехотные полки; 301,356,390-й (сред.), 919-й (лег.) полевые артиллерийские батальоны.
Кампании: Северо-Западная Европа (сентябрь 1944 — май 1945 гг.; 3-я и 15-я армии). Расформирована 9 февраля 1946 года.

## Командиры
- генерал-майор Гарри Дж. Мэлони (сентябрь 1942 — май 1945 гг.)
- бригадный генерал Луис Фортье (июнь — июль 1945 г.)
- генерал-майор Эллисон Барнетт (август 1945 — февраль 1946 гг.)